# Camponotus consobrinus
Camponotus consobrinus es una especie de hormiga del género Camponotus, tribu Camponotini. Fue descrita científicamente por Erichson en 1842.
Se distribuye por Australia. Se ha encontrado a elevaciones de hasta 853 metros. Vive en microhábitats como nidos, ramas muertas, montículos y debajo de piedras.